# Vest-Agder
La contea di Vest-Agder (Vest-Agder fylke in norvegese) era una contea norvegese situata all'estremità meridionale del paese. Confinava con le contee di Rogaland e Aust-Agder. La sua capitale era Kristiansand. Dal 1º gennaio 2020 le contee di Vest-Agder e Aust-Agder sono state unite nella contea di Agder.
Vest-Agder è anche un attuale collegio elettorale norvegese.
Nel Vest-Agder la navigazione, il commercio e le attività ricreative sono le attività principali. Vest-Agder era la contea norvegese con il più alto livello di esportazioni estere. Un'altra dimensione internazionale legata alla contea è l'emigrazione su larga scala nel Nord America, avvenuta a partire dal 1850 e in seguito, che ha portato molti americani a tornare nella contea dopo che la Norvegia è diventata prospera. Questa caratteristica è particolarmente predominante a Kvinesdal e Farsund, che mantengono forti legami culturali con gli Stati Uniti.

## Informazioni generali

### Nome
Il significato del nome è "(la parte) occidentale (di) Agder".
L'amt di Lister og Mandal fu creato il 1º gennaio 1662 e consisteva nelle due vecchie lens di Lister e Mandal. Questa denominazione continuò ad esistere fino al 1º gennaio 1919, quando fu modificata in Vest-Agder.

### Stemma
Lo stemma della contea era di epoca moderna (1958). Mostrava una quercia gialla su sfondo verde, a simboleggiare la ricca natura della zona.

## Geografia
Vest-Agder è la parte occidentale e meridionale dell'attuale contea di Agder, che si estende nell'entroterra dal Mare del Nord e il suo braccio, lo Skagerrak, ai margini meridionali di Setesdalen, circondato dalla catena montuosa Setesdalsheiene. Vest-Agder comprende il punto più meridionale dell'intero Paese, l'isola di Pysen a sud di Mandal e la parte più meridionale della Norvegia continentale, Lindesnes. Ha una superficie molto accidentata e collinosa. A partire dalla costa ci sono sei vallate che si estendono a nord nella contea: Audnedalen, Lyngdalen, Kvinesdalen, Mandalen, Sirdalen e Otradalen (quest'ultima continua nella contea Aust-Agder, ove si chiama Setesdalen).
La maggior parte della popolazione si trova lungo la costa, comprese le città di Kristiansand, Mandal, Flekkefjord e Farsund. Vi si trovano circa 31 fiordi. La parte settentrionale è montuosa e con pochi insediamenti umani, mentre le brughiere centrali sono utilizzate per l'allevamento di bovini e ovini. Dal momento che la Corrente del Golfo tocca la costa di Vest-Agder, è anche chiamata "la Riviera norvegese", e la contea di Agder, nel suo insieme, è anche chiamata "La California della Norvegia".

## Storia
Nel XVI secolo, le navi mercantili olandesi iniziarono a visitare i porti della Norvegia meridionale per acquistare salmoni e altre merci. Poco dopo iniziò l'esportazione di legname, poiché la quercia della Norvegia meridionale era particolarmente adatta per la costruzione navale. Con lo sviluppo dei Paesi Bassi nel XVII secolo, l'area iniziò a soffrire di una grave carenza di manodopera e molte famiglie di Vest-Agder ed Aust-Agder emigrarono nei Paesi Bassi, in particolare nelle zone costiere.
Nel diciannovesimo secolo iniziò l'emigrazione negli Stati Uniti. Una delle cause più importanti di questa emigrazione è stata l'emergere di navi a vapore. Mentre Vest-Agder ed Aust-Agder avevano storicamente avuto posizioni molto forti nella produzione e riparazione di navi a vela, il passaggio al vapore ha comportato tempi molto difficili per questo settore. L'emigrazione negli Stati Uniti fu un mezzo per sfuggire all'elevata disoccupazione che ne seguì.

## Comuni
La contea di Vest-Agder era suddivisa in 15 comuni (Kommuner):
|  | - Audnedal (1.571) - Farsund (9.517) - Flekkefjord (8.871) - Hægebostad (1.590) - Kristiansand (76.466) - Kvinesdal (5.614) - Lindesnes (4.494) - Lyngdal (7.304) - Mandal (14.037) - Marnardal (2.161) - Sirdal (1.749) - Songdalen (5.585) - Søgne (9.593) - Vennesla (12.489) - Åseral (912) (Dati del 1º luglio 2005) |

## Popolazione
| Storico dellq popolazione | Storico dellq popolazione | Storico dellq popolazione |
| Anno                      | Pop.                      | ±%                        |
| ------------------------- | ------------------------- | ------------------------- |
| 1951                      | 96,942                    | —                         |
| 1961                      | 109,083                   | +12.5%                    |
| 1971                      | 124,171                   | +13.8%                    |
| 1981                      | 136,718                   | +10.1%                    |
| 1991                      | 145,091                   | +6.1%                     |
| 2001                      | 156,878                   | +8.1%                     |
| 2011                      | 172,408                   | +9.9%                     |
| Fonte: Statistics Norway. |                           |                           |